# レバラグループ
レバラグループは欧州を中心にMVNO事業者としてサービスを展開する通信会社である。
レバラモバイルは、プリペイド端末「ペイ・アズ・ユー・ゴー」やSIMカードを移民などの労働者をターゲットに低価格で提供している。社名の由来は3人の創設者の頭文字からである。

## 沿革
レバラグループの創立は2001年、ラジーサン・ヨガナサン、ラシア・ラジト・レオン、バスカラン・ランディアの3人で、空港のカフェで起業を思いついたという。同社の最初の製品は国際コーリングカードで、独立系携帯ショップで販売した。
2004年に携帯キャリアTelfortを利用する史上初の低価格SIMカードサービスをオランダで開始した。
2009年には、ボーダフォンのインフラを利用してオーストラリアでサービスを開始。それから、UK、デンマーク、ノルウェー、スペイン、スウェーデン、スイス、フランスにサービスを拡大した。
UKでは、レバラの16～24の国際的な学生コミュニティにアプローチするためにターゲットメイルを活用した。
2010年5月には、オランダで「チッピー」（怒りっぽい）ブランドと顧客ベースを獲得した。
レバラの年間セールスは2010年に565ミリオンユーロに達し、300万人以上の顧客を有している。
2011年3月にはイギリスでレバラマネーというサービスを開始し、海外送金を可能にした。

## 主な事業
同社の事業は、オーストラリア、デンマーク、フランス、ドイツ、オランダ、ノルウェー（MYCALLなど）、スペイン、スイス、およびUKで展開している。